# 林煒傑
林煒傑（英語：Wei-Jie Lin，2000年2月10日—）台灣新生代男演員、編劇。畢業於國立臺灣藝術大學戲劇學系，以出演《基因決定我愛你》正式出道。

## 演出作品

### 電影
| 首播年份 | 電影名稱         | 演出角色         | 導演   | 備註 |
| 2022     | 《流麻溝十五號》 | 阿泰             | 周美玲 |      |
| 2024     | 《破浪男女》     | 小綠生日派對3P男 | 楊雅喆 |      |

### 電視劇
| 首播年份 | 電視劇名稱     | 演出角色     | 導演   | 播出頻道          | 備註 |
| 2022     | 《決勝的揮拍》 | 黃應凱       | 郝心翔 | 民視、Astro歡喜台 |      |
| 2025     | 《成功路上》   | 雄大公司員工 | 吳建新 | 華視、公視台語台  |      |
| 2025     | 《男公館》     |              | 郝心翔 |                   |      |

### 網路劇
| 首播年份 | 電視劇名稱         | 演出角色     | 導演   | 播出平台                                   | 備註 |
| 2022     | 《基因決定我愛你》 | 小李(李慶龍) | 郝心翔 | KKTV、愛奇藝國際版、Rakuten TV、GagaOOLala |      |

### 短片
| 年份 | 短片名稱 | 演出角色 | 導演   | 備註              |
| 2023 | 《防己》 | 王雲伍   | 吳亦偉 | 入圍 第45屆金穗獎 |

### 舞台劇
| 演出年份 | 舞台劇名稱   | 演出角色   | 備註                         |
| 2019     | 《北極之光》 | 小老頭(少) | 國立臺灣藝術大學戲劇學系製作 |

## 導演作品
- 2020年 導演舞台劇《水中之屋》，於國立臺灣藝術大學實驗劇場進行演出。

## 編劇作品
| 首播年份 | 名稱          | 類型 | 播出平台                                                                          | 備註        |
| 2025     | 《印象 青春》 | 劇集 | KKTV、HamiVideo、MyVideo、愛奇藝、Rakuten Viki、VideoMarket、Rakuten TV、Heavenly | [ 3 ] [ 4 ] |

## 外部連結
- 林煒傑的Facebook粉絲專頁
- 林煒傑的Instagram